# Gouvernement García-Page I
 Castille-La Manche
Cospedal García-Page II
Le gouvernement García-Page I est le gouvernement de Castille-La Manche entre le 6 juillet 2015 et le 8 juillet 2019, durant la IXe législature des Cortes de Castille-La Manche. Il est présidé par Emiliano García-Page.

## Historique
À la suite du rejet du projet de budget pour 2017 au mois d'avril 2017, Emiliano García-Page propose un accord budgétaire à Podemos incluant l'entrée de ce parti au sein du gouvernement régional. Après la validation de l'accord par les militants des deux partis, les décrets de restructuration du conseil de gouvernement sont publiés au DOCM le 10 août 2017.

## Composition

### Initiale
| Fonction                                                             | Titulaire | Titulaire | Parti |
| -------------------------------------------------------------------- | --------- | --- | ----- |
| Président                                                            |           | Emiliano García-Page | PSOE  |
| Vice-président                                                       |           | José Luis Martínez Guijarro | PSOE  |
| Conseiller aux Finances et aux Administrations publiques             |           | Juan Alfonso Ruiz Molina | PSOE  |
| Conseillère à l'Économie, à l'Entreprise et à l'Emploi               |           | Patricia Franco Jiménez | PSOE  |
| Conseiller à la Santé                                                |           | Jesús Fernández Sanz | PSOE  |
| Conseillère aux Services sociaux                                     |           | Aurelia Sánchez Navarro | PSOE  |
| Conseillère à l'Éducation, à la Culture et aux Sports                |           | Reyes Estévez Forneiro (jusqu'au 06/05/2016) Ángel Felpeto Enríquez                                                            | PSOE  |
| Conseiller à l'Équipement                                            |           | Elena de la Cruz Martínez (jusqu'au 04/04/2017) José Luis Martínez Guijarro a.i. Agustina García Élez (à partir du 08/04/2017) | PSOE  |
| Conseiller à l'Agriculture, à l'Environnement au Développement rural |           | Francisco Martínez Arroyo | PSOE  |

La conseillère à l'Équipement, Elena de la Cruz Martínez meurt le 4 avril 2017 d'une leucémie. Ses fonctions sont temporairement assumées par le vice-président du gouvernement régional jusqu'au 8 avril.

### Remaniement du10 août 2017
- Les nouveaux conseillers sont indiqués en gras, ceux ayant changé d'attributions en italique.

| Fonction                                                                | Titulaire | Titulaire                                                                   | Parti   |
| ----------------------------------------------------------------------- | --------- | --------------------------------------------------------------------------- | ------- |
| Président                                                               |           | Emiliano García-Page                                                        | PSOE    |
| Premier vice-président                                                  |           | José Luis Martínez Guijarro                                                 | PSOE    |
| Second vice-président                                                   |           | José García Molina                                                          | Podemos |
| Conseiller aux Finances et aux Administrations publiques                |           | Juan Alfonso Ruiz Molina                                                    | PSOE    |
| Conseillère à l'Économie, à l'Entreprise et à l'Emploi                  |           | Patricia Franco Jiménez                                                     | PSOE    |
| Conseiller à la Santé                                                   |           | Jesús Fernández Sanz                                                        | PSOE    |
| Conseillère aux Services sociaux                                        |           | Aurelia Sánchez Navarro                                                     | PSOE    |
| Conseiller à l'Éducation, à la Culture et aux Sports                    |           | Ángel Felpeto Enríquez                                                      | PSOE    |
| Conseiller à l'Équipement                                               |           | Agustina García Élez (jusqu'au 14/06/2019) José Luis Martínez Guijarro a.i. | PSOE    |
| Conseiller à l'Agriculture, à l'Environnement au Développement rural    |           | Francisco Martínez Arroyo                                                   | PSOE    |
| Conseillère chargée de la Coordination du plan des garanties citoyennes |           | Inmaculada Herranz Aguayo                                                   | Podemos |